# Biopyrellia bipuncta
Biopyrellia bipuncta (лат.) — вид двукрылых насекомых семейства настоящих мух. Единственный представитель своего рода. Род вместе с Neorypellia образует кладу, обособленную от рода Morellia.

## Внешнее строение
Тёмно-синие металлически блестящие мухи. У самцов омматидии на передне-внутреннем крае глаз значительно увеличены до размера простого глазка. Вибрисы у самцов уменьшены, располагаются выше края рта. У самки нет направленных вперёд лобно-орбитальных щетинок. Грудь покрыта мелкими точками из волосков. Задний край задних дыхалец без волосков. На крыльях имеются пятна на плечевой жилке и на вершине субкостальной и первой радиальной жилок. Ствол радиальных жилок (стеблевая жилка) в дистальной части со щетинками снизу. Медиальная жилка изогнута в сторону радиальной жилки R4+5. Голени средних ног с двумя слабыми щетинками на задне-вентральной поверхности.

## Биология
Вид избегающий населённых пунктов, хотя мух привлекают человеческие фекалии. Численность имаго максимальна в июне.

## Распространение
Встречается Северной и Южной Америке от Мексики на севере и Аргентины на юге.